# ملعب بود دوبنوم
ملعب بود دوبنوم هو ملعب كرة قدم يقع في جيلينا، سلوفاكيا، يتسع لجلوس 11،313 متفرج مع إمكانية توسيعه في المستقبل لاستيعاب حشد من المتفرجين يصل إلى 15،000. وهو الملعب الرسمي لنادي جيلينا. افتتح الملعب في عام 1941، وتم تجديده في عام 2002.